# Purplebeck
Purplebeck (tiếng Hàn Quốc: 퍼플백), đôi khi được viết là Purple Beck hoặc PURPLEBECK, là một nhóm nhạc nữ Hàn Quốc được thành lập bởi Majesty Entertainment. Họ ra mắt vào ngày 24 tháng 6 năm 2019, với đĩa đơn đầu tay "Crystal Ball". Nhóm bao gồm năm thành viên: Yeowool, Yerim, Layeon, Mini và Seyeon.

## Danh sách đĩa nhạc

### Đĩa đơn
| Tiêu đề      | Thông tin | Thứ hạng cao nhất | Doanh số     |
| Tiêu đề      | Thông tin | KOR               | Doanh số     |
| ------------ | --- | ----------------- | ------------ |
| Starry Night | - Released: ngày 21 tháng 3 năm 2020 - Label: Majesty Entertainment - Format: CD, digital download Track listing 1. Starry Night 2. VALENTi 3. Tearful (그렁그렁) 4. Mare 5. VALENTi (Instrumental) 6. Tearful (Instrumental) 7. Mare (Instrumental) | 25                | - KOR: 1,200 |

### Album đơn
| Tiêu đề      | Thông tin | Thứ hạng cao nhất | Doanh số   |
| Tiêu đề      | Thông tin | KOR               | Doanh số   |
| ------------ | --- | ----------------- | ---------- |
| Crystal Ball | - Released: ngày 24 tháng 6 năm 2019 - Label: Majesty Entertainment - Format: CD, digital download Track listing 1. Intro 2. Crystal Ball 3. Holiday (노는 날) 4. Outro 5. Crystal Ball (Instrumental) 6. Holiday (Instrumental) | 54                | - KOR: 500 |
| Dream Line   | - Released: ngày 30 tháng 9 năm 2019 - Label: Majesty Entertainment - Format: CD, digital download Track listing 1. Dream Line 2. Dream Line (Acoustic) 3. Dream Line (Instrumental)                                             | 26                | - KOR: 876 |

## Thành viên
- Yeowool (여울)
- Yerim (예림)
- Layeon (라연)
- Mini (민이)
- Seyeon (세연)